# Sheila Mello

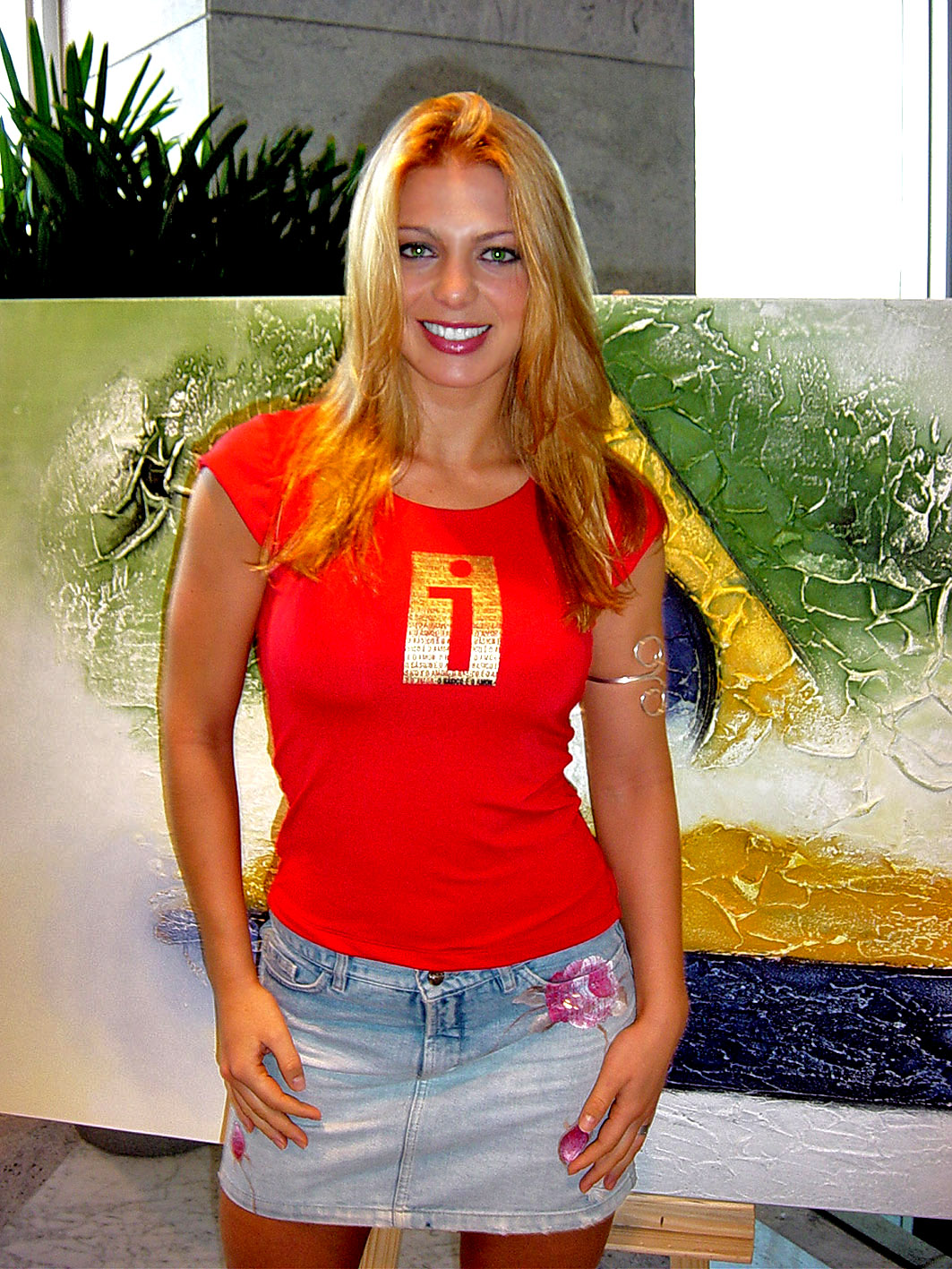
Sheila Mello

Sheila Chesed de Almeida Mello (23 tháng 7 năm 1978 tại São Paulo) là khiêu vũ, diễn viên và người mẫu Brasil.

## Tiểu sử
Sheila sinh ra ở Cidade Ademar, một quận nằm ở ngoại ô São Paulo. Trước khi trở nên nổi tiếng vì sự tham gia của cô vào nhóm É o Tchan, cô tốt nghiệp cả ballet cổ điển và ballet hiện đại. 
Mục nhập của cô vào nhóm É o Tchan! Đến năm 1998 thông qua một cuộc thi được tổ chức để chọn một người thay thế cho các vũ công Carla Perez người rời khỏi nhóm. Ngay sau chiến thắng của mình, cô đã khỏa thân lần đầu tiên trong tạp chí Playboy. Cô đã ở bìa trong hai phiên bản khác, một bên cạnh Scheila Carvalho, đồng nghiệp của cô É o Tchan! Vào tháng 10 năm 2007, cô lại khỏa thân, lần này là dành cho tạp chí Sexy.
Trong năm 2009, cô tham gia chương trình thực tế thứ hai của Brazil, A Fazenda. Trong suốt cuộc thi, cô đã biết đến người chồng tương lai, cựu vận động viên bơi lội Fernando Scherer. Họ kết hôn vào ngày 24 tháng 7 năm 2010.